# Хабар (телеканал)
«Хабар» — казахстанский телеканал, входящий в состав Агентства «Хабар». Вещает на казахском и русском языках. В эфире транслируются новости, развлекательные и образовательные передачи, ток-шоу, документальные и художественные фильмы. Основан в 1995 году.

## История
В 1994 году на базе информационной службы Казахского ТВ был создан телеканал «Хабар». С 27 января 1997 года телеканал «Хабар» начал выходить в эфир на собственной частоте. 14 часов вещания в сутки наполнялись программами различных жанров, в эфире начали появляться не только информационные программы, но и телепередачи о культуре, познавательные и развлекательные проекты, ток-шоу, музыкальные концерты.
Среди известных ведущих и журналистов, работавших и работающих на канале «Хабар»: Ерлан Бекхожин, Ляззат Танысбай, Зейн Алипбек, Светлана Коковинец, Айгуль Мукей, Кымбат Хангельдина, Дана Нуржигит, Кымбат Досжан, Владимир Рерих, Бибигуль Жексембай, Динара Егеубаева, Килимов Арслан,Скоробогатов Александр, Сергей Куянов, Сергей Пономарев и другие.
В сетке вещания — также публицистические, развлекательные, музыкальные, спортивные и другие программы Агентства.
На канале демонстрируются телевизионные сериалы, документальные и художественные фильмы. Репертуар представлен кинокартинами разных жанров.
Телеканал проводит показ спортивных соревнований, прямую трансляцию политических обращений и культурных акций с места события, при этом в 2008 году «Хабар» стал первым телеканалом в Казахстане, показавшим Чемпионат Европы по футболу.
С 1 декабря 2012 года вещает из медиацентра «Қазмедиа орталығы» в Астане.
С 1 января 2016 года Хабар является ассоциированным членом Европейского вещательного союза (ЕВС).

## Наиболее значимые проекты канала

### Новости и аналитические передачи
Первый выпуск новостей под брендом национального телевизионного информационного агентства «Хабар» вышел в эфир в 1994 году.
Сейчас[уточнить] информационные программы занимают до трети всего эфирного времени. В Дирекции информационных программ работает свыше двухсот сотрудников.
Визитной карточкой телеканала на протяжении многих лет являлась общественно-политическая программа «Бетпе-бет», вернувшаяся на экран после долгого перерыва в начале 2016 году.

### Развлекательные и образовательные передачи
Первыми в 1995 году появились такие программы, как «Хабар-әскер», «Я — налогоплательщик», «Парламентская неделя», «Еркем-ай», «Сәлем: Қазақстан!», «ЭКОС», и другие. Всего за три первых года работы было выпущено около 30 проектов. Чуть позже, в начале 2000-х появились такие программы как «Хабар-ньюс», «Бизнес-Хабар», «Хабар-жер» и так далее, более 43 новых проектов. 2001 год можно охарактеризовать как время активного выхода развлекательных, образовательных и познавательных ток-шоу, программ прямого эфира в формате интервью — «Бабье царство», «Лидер 21 века» и другие. Многие из них шли в эфире десятилетиями.
В 2010—2013 годах, были запущены шоу «Чемпион» и проект «ХабарStars».
В 2021—2022 на канале выходило шоу «Маска» (казахская адаптация международного формата «The Masked Singer»). Всего вышло 2 сезона.

### Телесериалы собственного производства
В 1996 году впервые в истории развития казахстанского телевидения «Хабар» начало работу над созданием сериала «Перекрёсток», казахстанской «мыльной оперы». Сериал транслировался в течение пяти лет, было отснято и выдано в эфир 465 серий. Сериал рассказывал о жизни простых жителей в застойный период 90-х годов прошлого века. Закончились съемки сериала в 2000 году. В 1998 году был признан лучшим по версии медиафорума стран СНГ.
Среди снятого телеканалом сериалы «Ғашық жүрек» (Влюблённое сердце), «Махаббатым жүрегімде» (Моя любовь в моём сердце), биографические картины «Бауыржан Момышұлы» и «Куляш», комедии «Сүрбойдак» и «Ничего личного».
В 2015 году было произведено 10 сериалов, что составила в общем 116 серий, в том числе 2 исторических сериала «Құстар әні» о жизни казахского композитора Нургисы Тлендиева и «Ақылдың кілті. Өмір дастаны», основанный на словах назидания казахского философа Абая Кунанбаева.

## Корреспондентская сеть
В 1999 году была создана корреспондентская сеть — 14 корреспондентских пунктов в регионах. Позже были открыты корреспондентские пункты в странах СНГ и за рубежом. Среди материалов: прямой репортаж об освобождении заложников в «Норд-Осте» Ерлана Джанабекова, онлайн-включения Б. Чермашева с митингов в Бишкеке, сюжет с саммита 1999 г. о спасении Арала, вопрос спасения Арала на саммите в Ашхабаде и др.
В 2000 году региональная сеть по Республике Казахстан состояла из 14 корреспондентских пунктов: Петропавловск, Костанай, Павлодар, Караганда, Уральск, Актобе, Атырау, Актау, Талдыкорган, Тараз, Шымкент, Кызылорда, Усть-Каменогорск, Семей.

## Критика
11 марта 2024 года в прямом эфире вышел выпуск ток-шоу «Бірақ…», в котором женщину-жертву бытового насилия пытались помирить с её мужем-агрессором. По словам основательницы кризисного центра фонда «Корғау Астана» Анны Рыль, где жертва бытового насилия получала помощь, редакторы ток-шоу перед съёмками заверили героиню, что её лицо будет закрыто и на передачу не пригласят её мужа. Однако несмотря на это, муж вышел с букетом цветов, а ведущие призывали женщину, пострадавшую от бытового насилия, примириться с мужем, увидеться с детьми, аргументируя это религией, после чего женщину вынудили показать лицо и снять с себя маску. Появление мужа стало сильным стрессом для женщины, прожившей 18 лет в тираническом браке. Данный шаг вызвал возмущение и широкий резонанс в социальных сетях, где многие осудили подход к подобным темам и защиту прав пострадавших. После выхода резонансного выпуска, вызвавший возмущение в соцсетях, ток-шоу было закрыто, о чём сообщила министр культуры и информации Аида Балаева. Аида Балаева в своём посте на своей странице в Facebook подчеркнула, что одной из главных задач министерства является пропаганда семейных ценностей, а также координация деятельности по защите материнства и детства, противодействие семейно-бытовому насилию. Председатель правления АО «Хабар» Кемелбек Ойшыбаев вскоре извинился за этот скандал.